# Корпорация AEON
Инфраструктурная корпорация AEON (AEON Corporation, Корпорация АЕОН) — частная международная инвестиционная группа.

## Состав корпорации
В Корпорацию AEON входит более тридцати предприятий. Среди них:
- ООО «Новапорт» — управление аэропортными активами[3][5].
- AEON Development — управляет около 1 млн м² в Москве[3][3][6], включая комплекс «Башня Федерация».
- СДС «Азот» — одно из крупнейших предприятий химической отрасли России[7].
- GeoProMining — международная диверсифицированная горнодобывающая компания[8].
- Концерн «Связьстрой» — осуществляет строительство оптико-волоконных линий связи[3][6].
- Российско-голландский концерн Timmerman Yachts — производит яхты класса люкс[3][6].
- ОАО «Московское речное пароходство»[3][9].

Среди управляемых корпораций компаний и предприятий:
- Завод «Знамя» — производит авиационные компоненты[6], подрядчик корпорации Boeing[3].

## История
Корпорация AEON основана Романом Троценко в 2007 году (по другим данным, — в 1994 году)[уточнить].

## Собственники и руководство
До 2024 года единственным владельцем корпорации являлся её основатель Роман Троценко. В декабре 2023 года Троценко сократил свою долю в компании до 31%. Покупателями стали топ-менеджеры AEON Дмитрий Мироненков (36% долей) и Александр Орехов (33% долей).
Генеральный директор корпорации — Дмитрий Мироненков.

## Деятельность
Сама корпорация формулирует свою деятельность следующим образом: «Мы приобретаем доли или акции в проблемных компаниях, чтобы развивать их: освоить новые технологии или продукты и, в конечном счёте, сделать их прибыльными».
Предприятия корпорация АЕОН занимается около 70 видами деятельности. Основными направлениями являются: транспорт, строительство и управление недвижимостью, управление аэропортами и речным пароходством, производство продукции для авиационной и космической отраслей.
Деятельность ведётся на территории России, Германии, Голландии, Украины и Казахстана.
В 2019 году заявлено о начале проектирования крупного морского порта на берегу Баренцева моря, в районе поселка Индига. Компания планирует что порт обойдется в 100 млрд руб.
В 2021 году АЕОН и «Ростех» подписали меморандум о строительстве баз для обслуживания самолетов Sukhoi Superjet в Челябинске, Перми, и Калининграде. Стоимость инвестиций в один сервисный центр — около 1,5 млрд рублей.
Также в 2021 году ООО «Северная звезда», входящая в холдинг AEON, запланировала заказ 28 судов ледового класса к 2032 году. Суммарная стоимость их строительства — около $1,4 млрд. В 2022 году компания запланировала купить два судна для транспортировки грузов с Сырадасайского месторождения.

## Санкции
2 ноября 2023 года, на фоне российского вторжения на Украину, корпорация AEON и ряд связанных с ней компаний попали в блокирующий санкционный список США против «личного состояния семьи Троценко». Власти отмечают что санкции были введены против сети личных активов и инвестиционных инструментов, «используемых семьей Троценко - богатой российской семьи, которая, как считается, близка к Президенту России Путину». Также под санкции попал сын основателя AEON Глеб Троценко и две связанные с ним компании ООО «Старт Аэро» и ООО «Лекс Прайм».

## Достижения
С 2009 года корпорация входит в 200 крупнейших непубличных компаний по версии Forbes, в 2020 году расположившись на 98 месте в рейтинге.
В 2021 году вошла в рейтинг журнала Forbes «200 крупнейших частных компаний России 2021», где заняла 193 место с выручкой 51 млрд рублей.